# Gynotroches
Gynotroches là một chi thực vật có hoa trong họ Rhizophoraceae.

## Loài
Chi Gynotroches gồm các loài: